# Liceul Teologic Romano-Catolic „Sfîntul Iosif” din Bacău
Liceul Teologic Romano-Catolic „Sfîntul Iosif” este un liceu din municipiul Bacău recunoscut pe plan județean și național.

## Contact
- Adresa: H. Coanda nr. 7

- Site web:  Arhivat în 20 decembrie 2008, la Wayback Machine.

## Specializări
- Specializare în Matematică-Informatică
- Specializare în Știinte sociale